# A Change of Seasons
A Change of Seasons je extended play progresivní metalové kapely Dream Theater vydaný 19. září 1995 u East West Records. Skládá se z dvaceti tří minutové titulní skladby a několika živých coververzí zahraných na koncertu fanklubu v Ronnie Scott's Jazz Club v Londýně.
Titulní skladba byla nahrána v BearTracks Studios v New Yorku. Jsou v ní použity zvukové stopy z filmu Společnost mrtvých básníků a citáty z básně Roberta Herricka To the Virgins, to Make Much of Time.
Píseň „A Change of Seasons“ měla být původně vydaná na albu Images and Words, ale místo toho byla znovu nahraná a vydaná jako EP o 3 roky později. Text, po smrti své matky, napsal tehdejší bubeník Mike Portnoy. A Change of Seasons je také první vydaná nahrávka s klávesistou Derekem Sherinianem.

## Seznam skladeb
| Pořadí | Název | Hudba                                                                                     | Text | Délka                                                  |
| ------ | --- | ----------------------------------------------------------------------------------------- | --- | ------------------------------------------------------ |
| 1.     | A Change of Seasons - „I. The Crimson Sunrise“ - „II. Innocence“ - „III. Carpe Diem“ - „IV. The Darkest of Winters“ - „V. Another World“ - „VI. The Inevitable Summer“ - „VII. The Crimson Sunset“                                                         | Dream Theater                                                                             | Mike Portnoy                                                                                                 | 23:09 - 3:50 - 3:04 - 3:14 - 2:53 - 3:58 - 3:13 - 2:54 |
| 2.     | Funeral for a Friend/Love Lies Bleeding | Elton John                                                                                | Bernie Taupin                                                                                                | 10:46                                                  |
| 3.     | Perfect Strangers | Ritchie Blackmore, Roger Glover                                                           | Ian Gillan                                                                                                   | 5:33                                                   |
| 4.     | The Rover / Achilles Last Stand / The Song Remains the Same | Jimmy Page                                                                                | Robert Plant                                                                                                 | 7:30                                                   |
| 5.     | The Big Medley - „In the Flesh?“ (Pink Floyd cover) - „Carry On Wayward Son“ (Kansas cover) - „Bohemian Rhapsody“ (Queen cover) - „Lovin', Touchin', Squeezin'“(Journey cover) - „Cruise Control“ (Dixie Dregs cover) - „Turn It On Again“ (Genesis cover) | - Waters - Livgren - Mercury - Perry - Steve Morse - Rutherford, Tony Banks, Phil Collins | - Roger Waters - Kerry Livgren - Freddie Mercury - Steve Perry/Neal Schon - (instrumental) - Mike Rutherford | 10:32 - 2:25 - 2:10 - 1:25 - 2:07 - 1:03 - 1:23        |

## Obsazení
- James LaBrie – zpěv
- John Petrucci – kytara, doprovodný zpěv
- John Myung – baskytara
- Derek Sherinian – klávesy
- Mike Portnoy – bicí, perkuse, doprovodný zpěv